# Micah P. Hinson
Micah Paul Hinson (Memphis, Tennessee, 3 de febrer de 1981) és un cantant i guitarrista estatunidenc d'americana. El seu àlbum de debut, Micah P. Hinson and the Gospel of Progress (2004), concebut com un "grans èxits" de les seves composicions d'adolescent, va ser elogiat per la crítica. També va publicar dos EPs; un de material primerenc (The Baby and the Satellite, 2005) i el segon com a The Late Cord amb John Mark Lapham de The Earlies (publicat el 2006 com a Lights from the Wheelhouse). Després del seu debut, va publicar Micah P. Hinson and the Opera Circuit (2006) i el seu tercer àlbum, Micah P. Hinson and the Red Empire Orchestra, el 14 de juliol de 2008.

## Vida Personal
El 8 de desembre de 2007, Hinson va proposar-li matrimoni a Ashley Bryn Gregory al final del seu concert a Union Chapel, a Londres. Es van casar al 2008 i van tenir tres fills, dos nois i una noia.
Hinson té procedència parcial dels Chickasaw, un poble nadiu americà.
Durant la seva gira per Catalunya l'estiu del 2011, la furgoneta on viatjava amb la seva banda va bolcar, causant un greu accident que li va impedir seguir tocant la guitarra durant un temps. Després d'un tractament llarg de fisioteràpia, va poder tornar a utilitzar les dues mans i seguir amb la seva activitat.
Tot i que sempre ha tocat un estil similar, Hinson afirma que mai ha estat intencional a l'hora d'escollir quin gènere musical volia tocar, ja que fer-ho li sembla antinatural.

## Discografia
| Any  | Àlbum                                                   | Segell                                        |
| ---- | ------------------------------------------------------- | --------------------------------------------- |
| 2004 | Micah P. Hinson and the Gospel of Progress              | Sketchbook Records UK; Overcoat Recordings US |
| 2005 | The Baby and the Satellite                              | Sketchbook Records UK;                        |
| 2006 | Micah P. Hinson and the Opera Circuit                   | Sketchbook Records UK; Jade Tree Records US   |
| 2008 | Micah P. Hinson and the Red Empire Orchestra            | Full Time Hobby                               |
| 2009 | All Dressed Up and Smelling of Strangers                | Full Time Hobby                               |
| 2010 | Micah P. Hinson and the Pioneer Saboteurs               | Full Time Hobby                               |
| 2014 | Micah P. Hinson and the Nothing                         | Talitres                                      |
| 2015 | Broken Arrows (with T. Nicholas Phelps)                 | Bronson Recordings                            |
| 2017 | Micah P. Hinson Presents The Holy Strangers             | Full Time Hobby (double album)                |
| 2018 | Micah P. Hinson at the British Broadcasting Corporation | Full Time Hobby / BBC                         |
| 2018 | Micah P. Hinson and The Musicians of the Apocalypse     | Full Time Hobby                               |
| 2022 | I Lie To You                                            | Ponderosa Records                             |